# Lelice
Lelice – wieś w Polsce położona w województwie mazowieckim, w powiecie sierpeckim, w gminie Gozdowo. Ma status sołectwa.
Do 1954 roku siedziba wiejskiej gminy Lelice. W latach 1954–1972 wieś należała i była siedzibą władz gromady Lelice. W latach 1975–1998 miejscowość administracyjnie należała do województwa płockiego.

## Zabytki
W miejscowości znajduje się dwór z lat 20. XX wieku, oraz park krajobrazowy z 2. poł. XIX wieku, w którego skład wchodzą: aleja świerkowa, staw, wyspa na stawie oraz kilka zabytkowych modrzewi. Park dworski jest wpisany do rejestru zabytków nieruchomych województwa mazowieckiego.
Pod koniec XX wieku wybudowano w Lelicach kościół filialny parafii w Bonisławiu, konsekrowany w 1990 r.
Urodził się tu Stanisław Bojanowski – polski nauczyciel, inspektor szkolny, podczas II wojny światowej podporucznik Wojska Polskiego.

## Inne
Przez miejscowość przechodzi droga wojewódzka nr 560.
We wsi znajduje się filia Zespołu Szkół w Gozdowie